# Carla Boyd
Carla Boyd, född den 31 oktober 1975 i Wynyard, Tasmanien, är en australisk basketspelare som tog på hemmaplan i Sydney tog OS-silver 2000. Hon var även med och tog OS-brons 1996 i Atlanta. 2000 var första gången Australien tog silver vid de olympiska baskettävlingarna.